# びわ湖大津プリンスホテル
びわ湖大津プリンスホテル（びわこおおつプリンスホテル）は、滋賀県大津市の琵琶湖畔に建つプリンスホテルの超高層シティホテル。世界的な建築家の丹下健三が設計を手掛けた。

## 概要
琵琶湖のほとりに建つ38階の高層ホテル。高さは136.7mで、滋賀県で一番高い高層ビルであり、ランドマークとなっている。
1989年（平成元年）4月22日に開業し、1994年（平成6年）10月1日に国内最大級の規模を誇る「コンベンションホール淡海（）」が開業した。
客室は529室で全室が琵琶湖に面した「レイクビュールーム」となっているほか、客室からは琵琶湖の雄大な景色と比叡山・比良山・鈴鹿山の山並が大パノラマで堪能できる。
2016年4月1日に「大津プリンスホテル」から現名称に変更した。なお、2016年12月から2018年3月は営業を継続しつつ大幅な改装が並行して行われた。

## 施設
- 宴会場
- 会議室
- 結婚式場
- プール
- コンビニエンスストア
- スーベニアショップ
- 駐車場

### レストラン＆バー
- ロビーラウンジ「Port NIO（）」 - 1F
ホテル開業当時から営業していたロビーラウンジ「シャトレーヌ」をリニューアルし、2017年11月10日にオープン。
- 中国料理「李芳」 - 1F
- 日本料理「清水」 - 36F
- ブッフェレストラン「レイクビューダイニング ビオナ」 - 37F
ホテル開業当時から営業していたステーキ&シーフード「ニューヨーク」を改装し、2017年3月3日オープン[5]。オールデイダイニングの機能を担っている。
- フランス料理「ボーセジュール」 - 38F
- スカイラウンジ「トップ オブ オオツ」 - 38F

## その他
- 2003年（平成15年）3月に京都駅構内にザ・プリンス 京都宝ヶ池（当時は「京都宝ヶ池プリンスホテル」）と合同のウエルカムカウンターを開設し、チェックインや宿泊予約のほか、カウンター預けた荷物をホテルで受け取ることも可能となった[6]。
- 毎年8月8日に行われるびわ湖大花火大会は、ホテルの客室より見ることができる。
- 大津プリンスホテル港（におの浜観光港）から、琵琶湖汽船の遊覧船を利用可能（予約のある場合のみ寄港または連絡船が運航される）。
- 立命館小学校に給食を供給している[7]。
- 女優の吉岡里帆は、2015年春までこのホテルでアルバイトをしていた[8]。

## アクセス

### 公共交通機関
- 京阪石山坂本線錦駅より徒歩約15分（由美浜・琵琶湖方面へ約1.1km）。
- 京阪バス西ノ庄停留所または近江鉄道バス西ノ庄（びわ湖大津プリンスホテル前）停留所下車、徒歩6分[注 1]。

### 無料シャトルバス
- JR琵琶湖線（東海道本線）大津駅より約10分。

### 自動車
- 名神高速道路大津ICより約10分。
- 京滋バイパス石山ICより約15分。